# پائولو ماتزا
پائولو ماتزا (ایتالیایی: Paolo Mazza; ۲۱ ژوئیهٔ ۱۹۰۱ – ۳۱ دسامبر ۱۹۸۱) بازیکن و مربی فوتبال اهل ایتالیا بود.
او در جام جهانی فوتبال ۱۹۶۲ به همراه جووانی فراری سرمربی تیم ملی فوتبال ایتالیا بوده است.